# Waterman (schip, 1945)
Het SS Waterman was een passagiersschip dat als vergroot Victory troepentransportschip met de naam SS La Grande Victory (VC2-S-AP3) werd gebouwd. Het was een van de drie schepen die na de Tweede Wereldoorlog door de Staat der Nederlanden werd aangekocht van de US War Shipping Administration. Voor oorlogsomstandigheden was de romp versterkt en het schip was geschikt voor het vervoer van zo'n 1.600 man. In tegenstelling tot de Libertyschepen konden alle accommodaties geventileerd en verwarmd worden.
Het schip werd korte tijd onder Amerikaanse vlag geëxploiteerd door de Shepard Steamship Co., maar opgelegd en te koop gezet in 1946. De staat kocht het schip in 1947 en gaf het onder de naam Waterman in beheer bij de Koninklijke Rotterdamsche Lloyd om het te kunnen inzetten als troepentransportschip voor het vervoer naar Nederlands-Indië en later naar Nieuw-Guinea. Op de terugweg werden repatrianten vervoerd.
In 1951 werd het schip omgebouwd tot emigrantenschip bij de Nederlandsche Dok en Scheepsbouw Maatschappij in Amsterdam. Het kreeg een extra dek, de brug werd bovenop gezet en naar voren verplaatst, en de accommodaties werden geschikt gemaakt voor 831 passagiers. Achterop kwamen een sport- en een zonnedek. De tonnage ging van 7.606 naar 9.177 brt. In november 1951 werd het schip opgeleverd voor een eerste reis naar Australië.
In 1952 ging het beheer over naar de NASM (Holland-Amerika Lijn) te Rotterdam.  Op 24 juli 1952 vertrok het schip voor een reis met emigranten naar Kaapstad en Walvisbaai, Unie van Zuid-Afrika, onder de vlag van de Holland-Afrika Lijn, en direct daarna voor een reis naar Halifax, Canada.

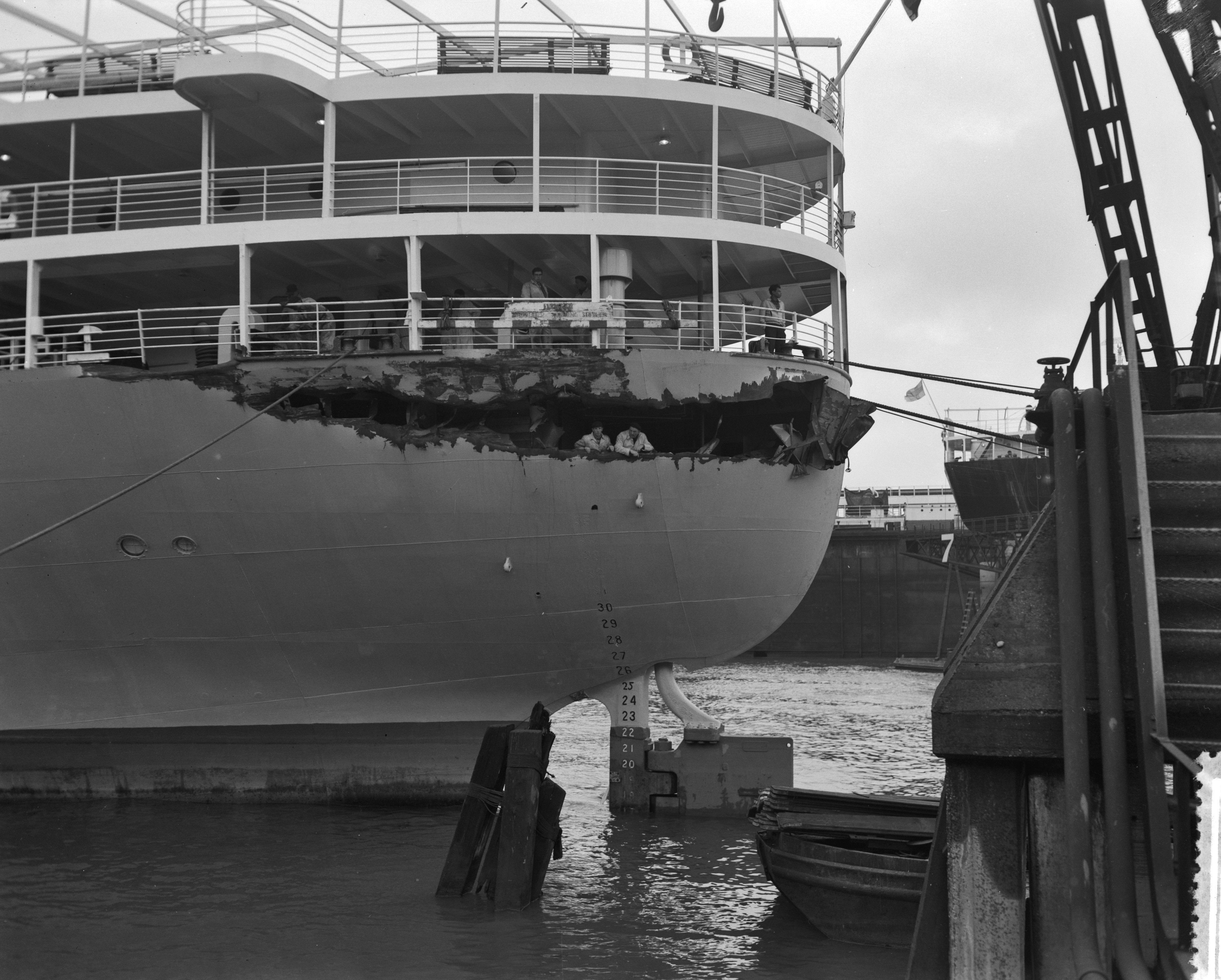
Materiële schade

Op 14 maart 1957, 's morgens om 07.17 uur volgens de scheepsklok, werd het schip midden op de Atlantische Oceaan aangevaren door het 7.174-ton Italiaanse schip SS Merit. Aan boord waren 845 emigranten, inclusief 312 Hongaarse vluchtelingen naar Canada. De Waterman seinde dat er geen onmiddellijk gevaar was en dat ook het andere schip veilig was. De Waterman was uit Rotterdam vertrokken op 11 maart 1957. Bij de aanvaring in de mist werd het achterschip getroffen. Het schip voer terug naar Brest in Frankrijk, waar de passagiers konden overstappen op het zusterschip Zuiderkruis en alsnog naar Halifax werden vervoerd.
De aanvaring, die beperkt bleef tot materiële schade, werd op 17 september 1957 behandeld in een zitting van de Raad voor de Scheepvaart. De hoofdinspecteur van de scheepvaart stelde tijdens deze zitting dat de tweede stuurman een beroepsfout had gemaakt en stelde de raad voor de tweede stuurman te straffen met het ontzeggen van de bevoegdheid om te varen als tweede stuurman voor een periode van twee weken. Op 4 november nam de raad in zijn uitspraak het advies van de hoofdinspecteur over. Het gedetailleerde verslag van deze zitting verscheen in bijvoegsel 220 van de uitgave van de Nederlandse Staatscourant van 12 november 1957.
In 1961 werd het schip overgedragen aan Scheepvaartmij. Trans-Ocean te Den Haag; de exploitatie bleef bij de NASM. In dat jaar werden ook de passagiersverblijven verbouwd tot luxe tourist class accommodaties om meer passagiers te trekken, omdat het aantal emigranten langzaam steeds verder terugliep. Het schip bleef reizen maken over de oceaan, naar Australië en Nieuw-Zeeland. In 1962 werd het schip samen met de Groote Beer gecharterd als accommodatie voor de Gemenebestspelen te Fremantle in Australië. In 1963 werd ook weer samen met de Groote Beer een bijzonder transport uitgevoerd. Op 10 april had Feyenoord in het eigen stadion Benfica, de Europese kampioen van de twee voorgaande jaren, op 0-0 gehouden en de supporters gingen in mei van dat jaar overzee naar de return in Lissabon. Feyenoord verloor die wedstrijd en werd uitgeschakeld.
In januari 1963 maakte de Waterman haar laatste reis naar Australië en Nieuw-Zeeland. Later dat jaar werd zij verkocht aan John Latsis, een Grieks familiebedrijf. Het schip kreeg de naam Margarita, maakte reizen in het oostelijk deel van de Middellandse Zee, en vervoerde in het seizoen pelgrims naar Djedda. Eind 1969 werd het voor de sloop verkocht naar Onomichi (Japan).